# Musaranya del desert
La musaranya del desert (Notiosorex crawfordi) és una espècie de mamífer de la família de les musaranyes que es troba a Califòrnia, Arizona, Colorado, Texas i Arkansas, i als deserts septentrionals de Mèxic.